# Ewangeliarz z Lorsch

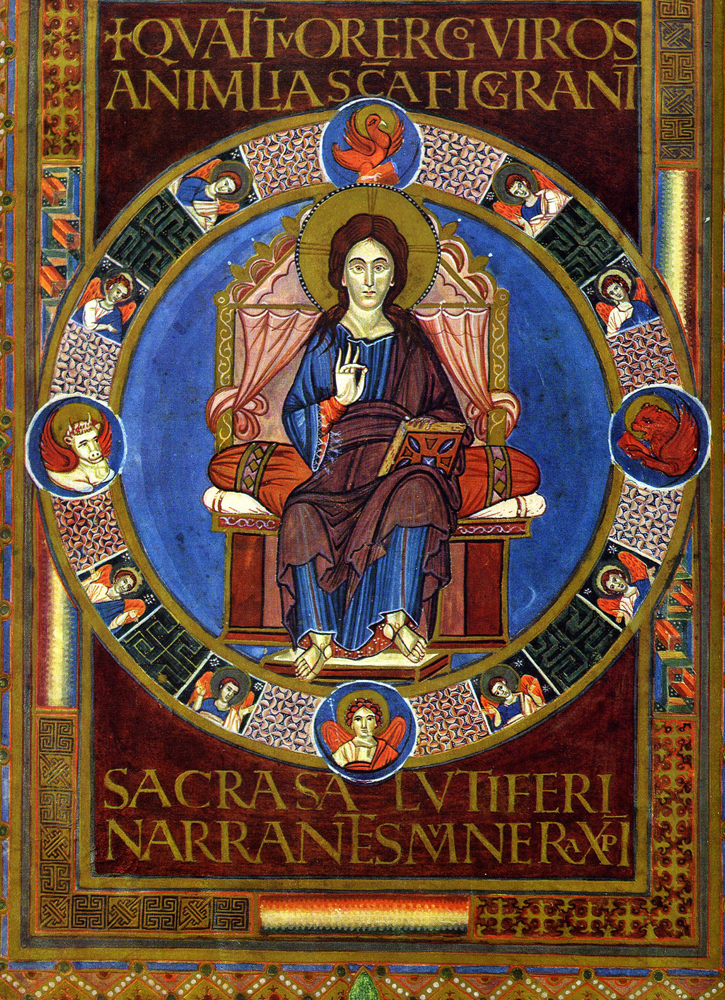
Ewangeliarz z Lorsch: Folio 72 Chrystus Pantokrator

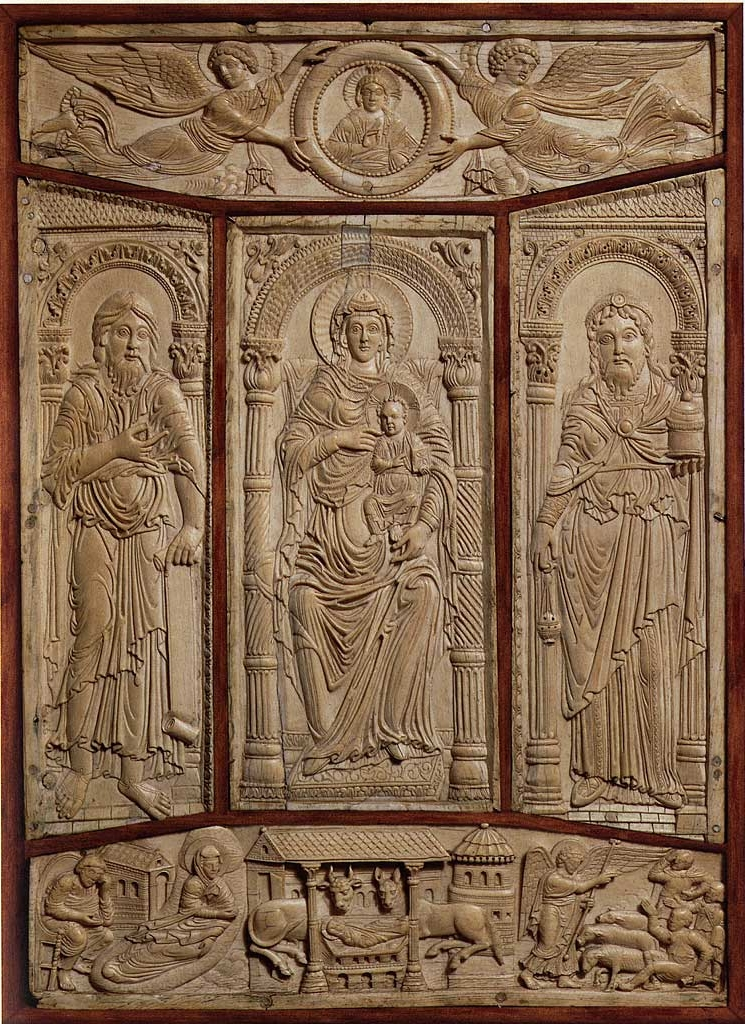
Ewangeliarz z Lorsch: okładka z kości słoniowej

Ewangeliarz z Lorsch (łac. Codex Aureus Laureshamensis), zwany również Złotym Kodeksem z Lorsch – średniowieczna bogato iluminowana księga liturgiczna powstała w ok. 810 r. na dworze Karola Wielkiego. Początkowo znajdowała się w zbiorach biblioteki klasztoru w Lorsch, od XVI wieku należała do kolekcji Bibliotheca Palatina. Obecnie ewangeliarz z Lorsch jest podzielony na części, które znajdują się w Bibliotece Watykańskiej oraz Muzeach Watykańskich w Rzymie, w Muzeum Wiktorii i Alberta w Londynie oraz w bibliotece Batthyaneum w Alba Julia w Rumunii. 

## Historia
Ewangeliarz powstał na dworze Karola Wielkiego, skąd trafił do klasztoru w Lorsch najprawdopodobniej za sprawą opata Adelunga (804-837). Katalog biblioteczny opactwa sporządzony w 830 r. wymienia ewangeliarz jako Evangelium scriptum cum auro pictum habens tabulas eburneas (pol. "ilustrowany ewangeliarz, złotem napisany, z okładką z kości słoniowej").
Ewangeliarz został na nowo oprawiony w 1579, przy czym już wtedy został najprawdopodobniej podzielony na dwie części.
Po rozwiązaniu klasztoru w Lorsch w 1556, biblioteka opactwa stała się częścią słynnej Bibliotheca Palatina, utworzonej z inicjatywy księcia Ottona Henryka (1556-1559) w Heidelbergu. Po wojnie trzydziestoletniej, manuskrypt tak jak i cała Bibliotheca Palatina, miał być przesłany przez księcia bawarskiego Maksymiliana I w podarunku papieżowi Grzegorzowi XV. Do Rzymu dotarła jedynie druga część rękopisu, która znajduje się do dziś w zbiorach Biblioteki Watykańskiej. Tylna okładka przedstawiająca Chrystusa została oddzielona od tekstu i należy obecnie do Muzeów Watykańskich.
Bogato iluminowana pierwsza część księgi wraz z okładką z kości słoniowej przedstawiającą Matkę Boską została skradziona z transportu do Rzymu. Najprawdopodobniej trafiła do prywatnej kolekcji późniejszego bibliotekarza Biblioteki Watykańskiej Leo Allatiusa (1586–1669), który organizował wywóz zbiorów z Heidelbergu. Ze 196 skrzyń ze zbiorami 12 miało stać się własnością Allatiusa. Ten zapisał je Collegium Graecum w Rzymie, które część zbiorów sprzedało.
W 1711 nieznana była lokalizacja pierwszej części ewangeliarza. Przypuszcza się, że była częścią jednej z prywatnych bibliotek w Rzymie. Okładka została oddzielona od księgi zapewne przed 1785 r. W połowie XVIII wieku na jej podstawie wykonano miedzioryt. Oryginał okładki odnalazł się w 1853 r. przy okazji licytacji kolekcji księcia Soltikoffa i został wywieziony do Anglii, gdzie poprzez zbiory Webba trafił w końcu do Muzeum Wiktorii i Alberta w Londynie. 
Rękopis pozbawiony okładki znalazł się natomiast przed 1785 r. w posiadaniu austriackiego kardynała Christopha Antona Migazziego, grafa Wall i Sonnenthurm (1714–1803). Migazzi sprawował urząd arcybiskupa Wiednia i posiadał bogatą bibliotekę. W 1785 r. Migazzi sprzedał ewangeliarz wraz z innymi 8000 książek węgierskiemu biskupowi Siedmiogrodu Ignácowi Grafowi Batthyányemu (1741–1798), który był znanym znawcą literatury i mecenasem sztuki w Siedmiogrodzie.
W 1792 biskup Batthyány przejął kościół i zabudowania zgromadzenia zakonnego trynitarzy wewnątrz twierdzy Karslburg (węg. Gyulafehérvár, rum. Alba Julia), gdzie zorganizował ośrodek akademicki z obserwatorium astronomicznym (1792 r.) oraz biblioteką, nazwaną ku czci darczyńcy, Batthyaneum. Po śmierci biskupa księgozbiór został przeniesiony do wczesnoklasycystycznego budynku dawnego kościoła klasztornego, gdzie do chwili obecnej znajduje się około połowa z 64 000 książek Batthyaneum, które tworzy filię rumuńskiej Biblioteki Narodowej. Pierwsza część ewangeliarza z Lorsch należała zawsze do najcenniejszych zachodnioeuropejskich rękopisów łacińskich w zbiorach rumuńskich. 
Po upadku reżimu Ceaușescu w grudniu 1989 r. uważano, że ewangeliarz zaginął w czasie rewolucji. Ostatni raz świat zachodni mógł podziwiać rękopis na wystawie w Akwizgranie, dokąd został wypożyczony przez władze rumuńskie. Ewangeliarz odnalazł się w 1992 r. a w 1999 r. zorganizowano wystawę w Lorsch, gdzie pokazano rumuńskie i watykańskie części kodeksu. W 2000 r. wydano pierwszą kompletną kolorową faksymile z wiernymi reprodukcjami obydwu tablic z kości słoniowej.

## Galeria

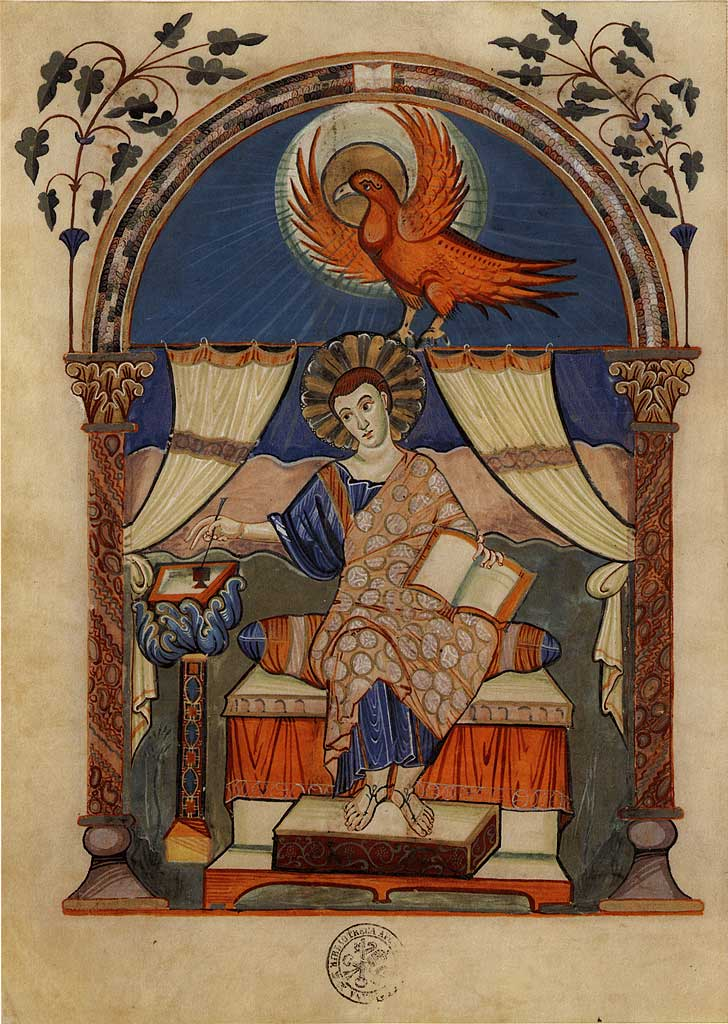
Św. Jan Ewangelista
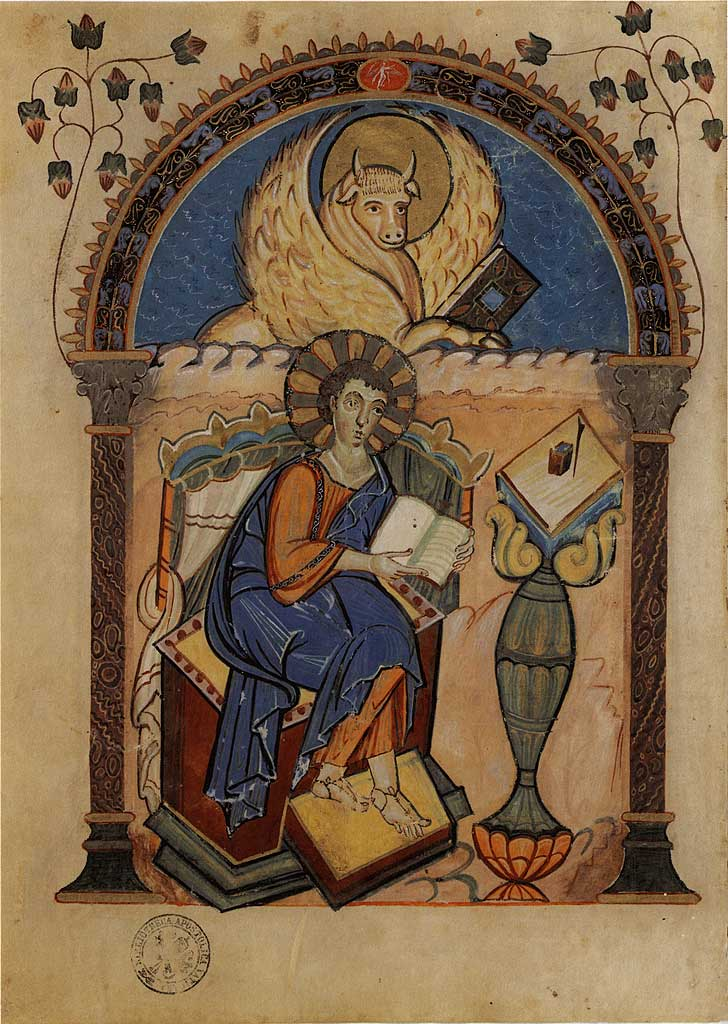
Św. Łukasz Ewangelista
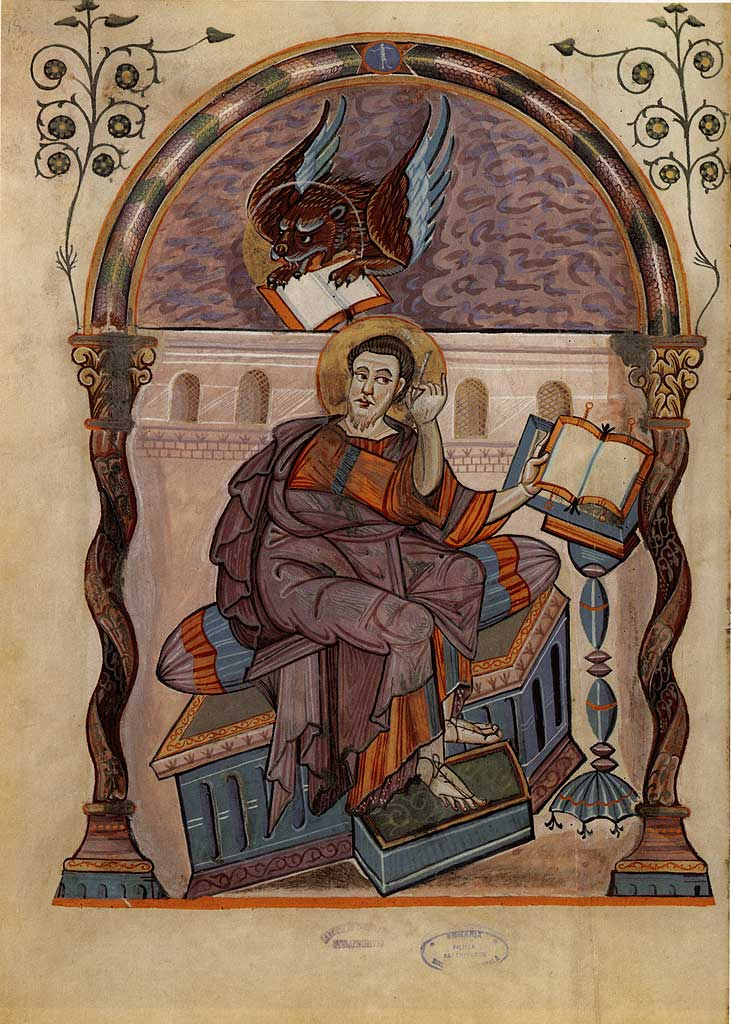
Św. Marek Ewangelista
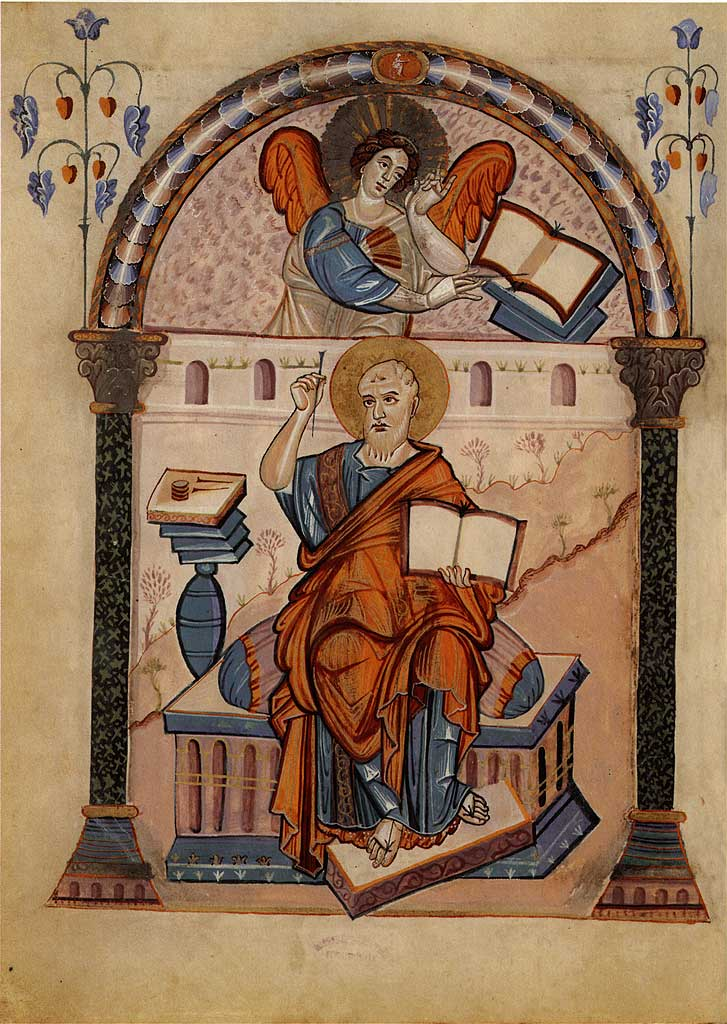
Św. Mateusz Ewangelista

## Literatura
- Ingo F. Walther, Norbert Wolf: Codices Illustres: The world's most famous illuminated manuscripts, 400 to 1600. Kolonia: TASCHEN, 2005. ISBN 3-8228-4750-X. (ang.). Brak numerów stron w książce